# Unió Gracienca d'Escacs
La Unió Gracienca d'Escacs fou un club d'escacs de Gràcia, un dels més prestigiosos de Catalunya. Fou fundat a l'antiga Vila de Gràcia l'any 1940, i desaparegué el 2012, quan es va fusionar amb el Club d'Escacs Barcelona-Vulcà. El nou club adoptà la denominació Club Escacs Barcelona-UGA.

## Història

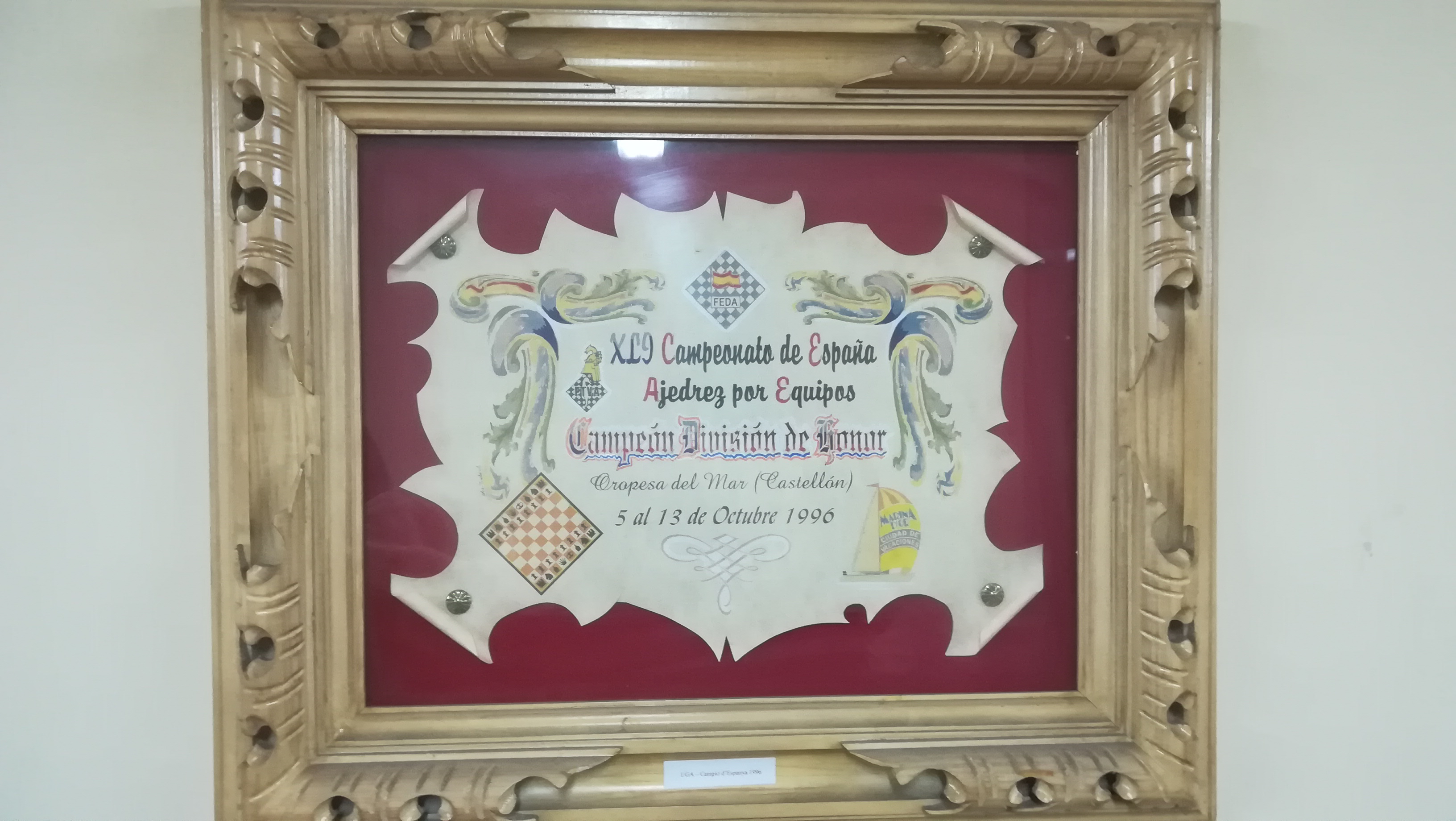
Diploma de Campió d'Espanya per equips de 1996

Els orígens de l'actual UGA es remunten al 1924 quan va ser fundada la Penya Gracienca d'Escacs. Després de la Guerra Civil, quatre entitats gracienques (Penya Gracienca d'Escacs, Club d'Escacs Gràcia, Avant Escacs i Cercle Gracienc d'Escacs) foren obligades a desaparèixer conforme els dictats franquistes. Aquests clubs es van convertir en la Unión Ajedrecista de Gracia i la Unión Graciense de Ajedrez. Cap de les dues noves entitats tenia local propi. Per aquesta raó, van haver de desenvolupar les seves activitats en bars. El 19 d'octubre dels dos clubs es fusionen adoptant el nom d'una d'elles. Així doncs, la junta directiva presidida per en Lluís Munné crea la Unión Graciense de Ajedrez (U.G.A.). La primera seu social va ser el Bar Tupinamba i el primer president va ser el Sr. Piqué.
Després de l'any 40, es va organitzar el I Torneo de Ajedrez Dr. E. Puig y Puig, del desenvolupament del qual hi ha una ressenya a El Mundo Deportivo del 25 d'abril de 1941. En aquest primer torneig oficiós, hi van participar jugadors de l'Espanyol, Ajedrez Condal i UGA. El 8 de desembre de 1941, el local social es va traslladar a Gran de Gràcia, 87, per a mudar-se de nou, al voltant dels 50, a un gran local del carrer Sèneca on va romandre prop de 30 anys. Alguns dels jugadors més destacats que s'han format sota la disciplina de la Unió Gracienca d'Escacs han estat, a la dècada dels 50, en Moisés Rosell, Joaquim Serra i en Perdigó. Anys més tard, el Mestre Català Guillem Buxadé, jugador que va participar més de 40 anys amb el primer equip. De les generacions més recents, en destaquen el GM Alfonso Romero Holmes, el Mestre Internacional Antoni Gual i els MF Alfred Rosich i Santiago Beltrán. També han jugat a la UGA els GM: Artur Pomar, José Luís Fernández, Jesús de la Villa, Josep Oms, Amador Rodríguez, i els destacats jugadors Guillem Baches, Jordi Moreno i d'altres. Més recentment, hi jugaren jugadors com ara el GM Yannick Pelletier, GM Josep Manuel López, GM José González, GM Rubén Felgaer, MI Jordi Fluvià MI Daniel Alsina, MI Olga Alexandrova, MI Michael Rahal.
El primer equip de la UGA ha quedat campió de Catalunya en 13 ocasions (14 si li sumem el títol de la Penya Gracienca de l'any 1929), la més recent el 2005, i 5 cops Campió d'Espanya (la darrera el 1996 a Orpesa).
El març del 2012, la UGA es fusionà amb el Club Escacs Barcelona. El nou club va rebre la denominació Club Escacs Barcelona-UGA.